# Якль, Вивьен
Вивьен Якль (род. 17 октября 2008, Будапешт) — венгерская пловчиха, чемпионка Европы 2024 года на дистанции 1500 метров, призёр чемпионата Европы 2024 годов.

## Карьера
Вивьен Якль родилась 17 октября 2008 года в Будапеште, в Венгрии. Специализируется в плавание вольным стилем.
На юниорских чемпионате Европы 2022 года в румынской Отопени, стала обладательницей бронзовой медали на дистанции 400 метров вольным стилем.
На чемпионате Европы 2024 года в Белграде на дистанции 400 метров комплексным плаванием стала серебряным призёром, уступив победительнице 2,91 секунды. На дистанции 1500 метров вольным стилем стала чемпионкой с результатом 16:06,37.